# Gerrit Robert Rutgers
Gerrit Robert Rutgers (Amsterdam, 25 april 1940) is emeritus hoogleraar Algemene Rechtswetenschap en hoogleraar Privaatrecht en Notarieel recht aan de Rijksuniversiteit Groningen.
Op 7 december 1979 promoveerde hij aan de Vrije Universiteit Amsterdam met het proefschrift met als titel De verplichte procesvertegenwoordiging, enige aspecten van de verplichte procesvertegenwoordiging in het burgerlijk geding in Nederland. 
Sinds 1981 is Rutgers verbonden als hoogleraar privaatrecht, in het bijzonder burgerlijk procesrecht aan de Rijksuniversiteit van Groningen. Vanaf 1995 tot 26 april 2005 was hij ook hoogleraar Algemene Rechtswetenschap.
Op 29 april 2004 werd hij Ridder in de Orde van Oranje-Nassau. 

## Overige functies
- rechter-plaatsvervanger van de Arrondissementsrechtbank te Amsterdam
- Buitenlands lid van het Interuniversitair Centrum voor Gerechtelijk Recht in België.
- lid van de Adviescommissie voor Justitie van de Tweede Kamerfractie van het CDA
- voorzitter van de Begeleidingscommissie van het Ministerie van Justitie inzake Incassoprocedure en Nieuwe Kantongerechtsprocedure
- voorzitter van de Stichting Oecumenische Vieringen Groningen (Pepergasthuiskerk)
- lid van het Nederlandse Pugwash-comité